# 薬研堀 (東京都)

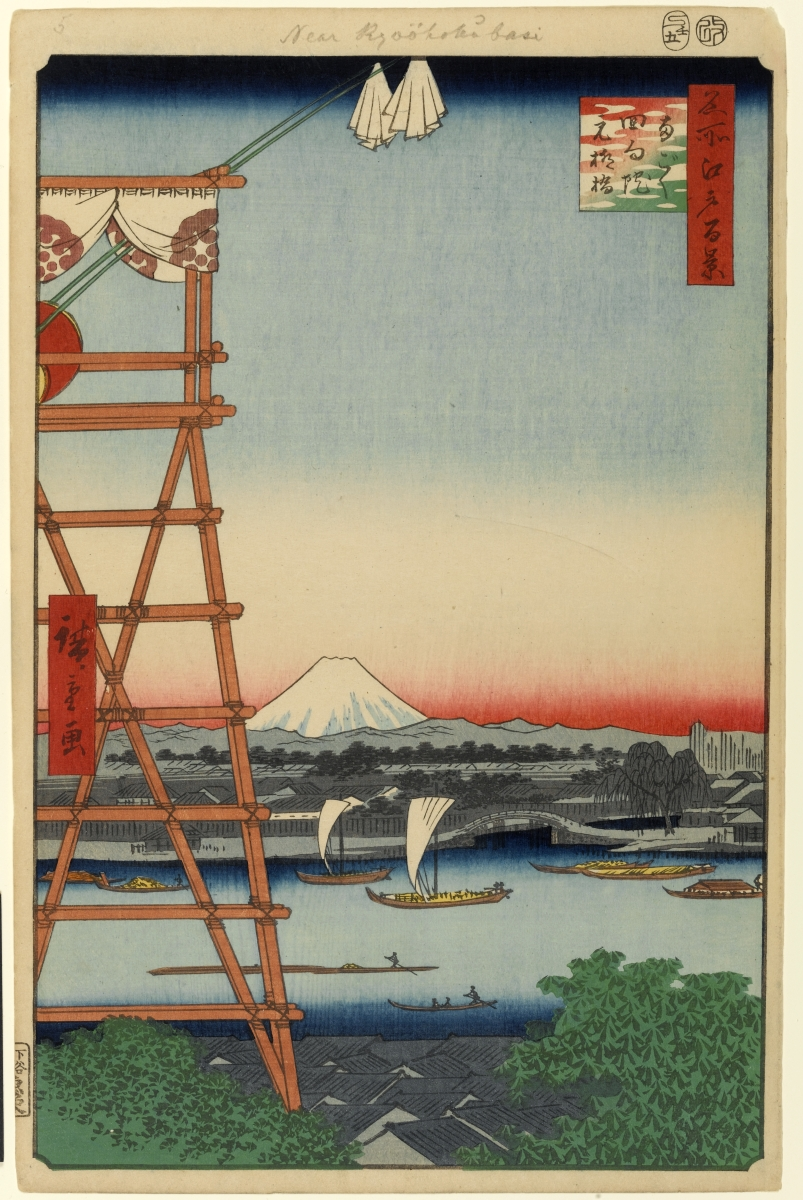
『名所江戸百景』より「両ごく回向院元柳橋」（両国の回向院より元柳橋を望むの意）
手前が隅田川、奥の橋が元柳橋で、これをくぐるのが薬研堀である。

薬研堀（やげんぼり）は、現在の東京都中央区東日本橋にかつて存在した運河であり、堀周辺の通称地名でもあった。

## 流路
現在の地名では全流路が東日本橋内にある。隅田川より二丁目10番地の中央区立日本橋中学校内を南西に直進し、9番地で北西に折れ、一丁目に至った。過去の地名では、薬研堀町、米沢町などを通った。

## 名称の由来
堀底の形状がV字型であり、薬研の窪みに似ていることに由来する一般的な名称である。現在でも広島市などに同名の地名が残る。

## 歴史

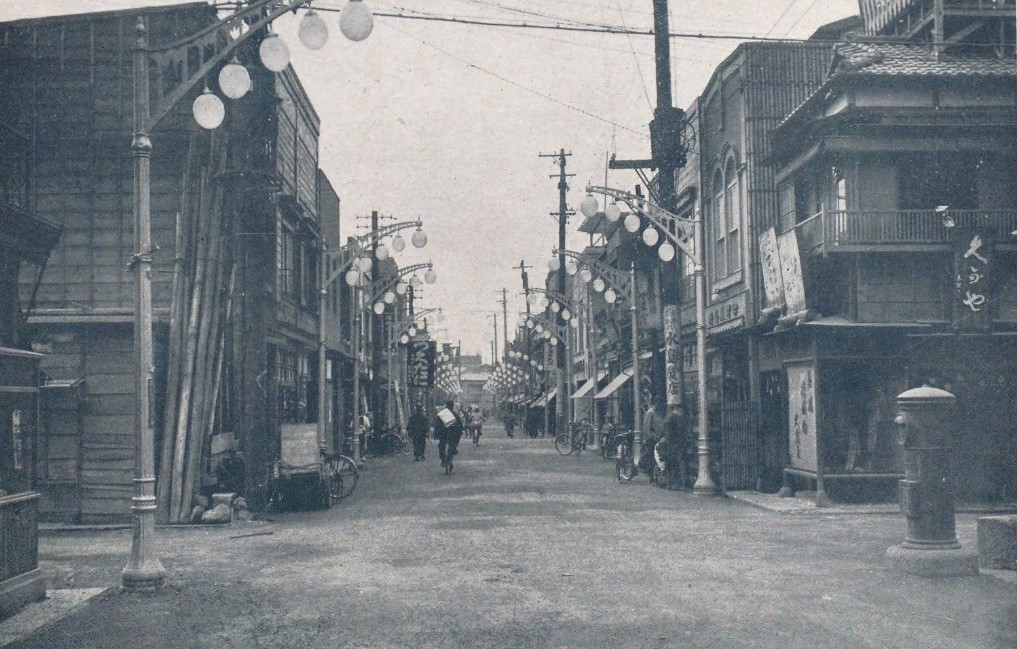
薬研堀町。老舗の店が並び下町の中心地だった。関東大震災後も昔ながらの町並みに復興された

正保年間に矢ノ倉と称する米蔵が置かれ、薬研堀は矢ノ倉に至るL字型の入堀として開削された。1698年（元禄11年）、米蔵が火災を契機に築地に移転すると、1771年（明和8年）、薬研堀は大半が埋め立てられ、10m程の直線部が残されるのみとなった。埋め立てた部分には町屋が起立し、薬研堀埋立地と称された。医者が集住したため医者町と通称されたという。七味唐辛子の発祥地としても有名である。
1872年（明治5年）、薬研堀埋立地と周辺の武家地を合わせて薬研堀町が起立する。1903年（明治36年）には市区改正による公園整備のため薬研堀は完全に埋め立てられ（実際は小学校が整備された）、堀としては消滅したが、地名としては残った。1947年（昭和22年）より中央区日本橋薬研堀町となるが、1971年（昭和46年）、住居表示により周辺の町を合わせて東日本橋とされ、地名としても消滅した。
現在堀の面影は全くなく、薬研堀不動院や商店会などに名を残すのみである。

## 橋梁

### 尼が橋
中程に架かっていた橋。袂に物乞いの尼が居座っていたことによる。明和の埋立の際に消滅した。

### 元柳橋
堀が隅田川に接する部分に架かっていた橋で、古くは難波橋と呼ばれた。たもとに立つ柳の大樹にちなみ柳橋と通称されていたところ、後に神田川にも同名の橋が架かったため「元」を冠したとされる。葛飾北斎、歌川広重、小林清親など様々な画家により題材とされている。それらの作品中、北詰に柳の大木が描かれており、これが「柳」の由来と考えられる。

## 関連文献
- 斎藤長秋 編「巻之一 天枢之部 薬研堀」『江戸名所図会』 一、有朋堂書店〈有朋堂文庫〉、1927年、112-113頁。NDLJP:1174130/62。